# Osservatorio astronomico G.V. Schiaparelli
Das Osservatorio astronomico G.V. Schiaparelli (deutsch Astronomisches Observatorium G.V. Schiaparelli oder Schiaparelli-Observatorium) ist ein populäres Informationszentrum für Naturwissenschaften mit Sitz auf dem Paradiso-Gipfel (1226 m s.l.m.) des Monte Campo dei Fiori in der Provinz Varese. Das Observatorium wurde 1964 von der 1956 von Salvatore Furia gegründeten Società Astronomica G.V. Schiaparelli erbaut und dem italienischen Astronomen Giovanni Virginio Schiaparelli gewidmet.

## Geschichte
Die 1956 von Salvatore Furia gegründete Società Astronomica G.V. Schiaparelli, ursprünglich Gruppe der Amateurastronomen genannt, legte der Gemeinde Varese ein Projekt für ein astronomisches Observatorium und einen Berggarten in Campo dei Fiori vor. Wo einige Jahre zuvor ein Schuppen errichtet worden war. Dank einer privaten Spende von fünfzig Millionen Lire durch die Ehegatten Adele und Chang-Sai Vita und 100.000 m² von Frau Sofia Stringer Zambeletti, der damaligen Eigentümerin des Grundstücks, auf dem sich heute das Observatorium befindet, wurde der Verein am 5. Februar 1963 in Società Astronomica G. V. Schiaparelli umbenannt und der Bau der Sternwarte begann.
Dank weiterer Spenden entstand 1966 das Centro Studi Botanici, das später Ruggero Tomaselli gewidmet wurde, und 1973 das experimentelle Kaltgewächshaus, unbeheizt und ohne Schutzglas, mit dem Ziel, ein voralpiner Lebensraum zur Kultivierung einheimischer Arten und zur Erhöhung der Artenvielfalt. Dank der Spende von drei S13-Seismometern wurde 1981 in Zusammenarbeit mit INGV mit der seismologischen Forschung begonnen. 1997 begann der Bau einer neuen Kuppel, die kleiner als die bestehende war und der astronomischen Fotografie gewidmet war. Im Jahr 2004 wurde dank der Finanzierung der Gemeinde Varese, der Provinz Varese, der Region Lombardei, der Cariplo-Stiftung, Rotary Varese und der Planetary Society mit dem Bau einer neuen Kuppel begonnen, die auf dem Centro Studi Botanici errichtet wurde. Mit einem größen Dach als die beiden bestehenden, so dass ein Instrument untergebracht werden kann mit einem Spiegeldurchmesser von 84 Zentimetern.

## Instrumentierung
Das Observatorium ist mit drei Kuppeln ausgestattet:
- „Cupola Spina-Vita“ oder „cupola est“: Mit einem Durchmesser von 6 m beherbergte es bis 1985 das 1902 in Deutschland gebaute Merz-Cooke-Refraktor-Teleskop mit 185 mm Öffnung f/15. Dieses wurde dann durch einen Marcon-Reflektor mit 60 cm Durchmesser ersetzt, der in zwei optischen Konfigurationen verwendet werden kann: Newton und Cassegrain. In der Newton-Konfiguration arbeitet das Teleskop mit einer Brennweite von 2783 mm und einem Öffnungsverhältnis von f/4,64, während es in der Cassegrain-Konfiguration mit einer Brennweite von ca. 12 m und einem Öffnungsverhältnis von ca. f/20 arbeitet. Parallel zum Marcon-Teleskop sind zwei Sekundärteleskope montiert: ein achromatischer 15-cm-Refraktor mit f/15-Blende, der als Führung für die CCD-Bildgebung dient, und der Merz-Cooke-Refraktor.
- „Cupola Mascioni“ oder „cupola ovest“, erbaut in den Jahren 1996–1997, beherbergte bis 2007 eine Celestron-Schmidt-Fotokamera mit 14-Zoll-Blende (356 mm) und 600 mm Brennweite. Später wurde es durch ein Celestron C14 Schmidt-Cassegrain-Teleskop mit einem Durchmesser von 356 mm und einer Brennweite von 3910 mm ersetzt. Dank des Einsatzes einer SBIG ST-8XME CCD-Kamera wird diese Instrumentierung seit 2008 auch für die Astrometrieforschung eingesetzt.
- „Cupola Galileo“, oder „cupola Galileo“, zwischen 2004 und 2006 gebaut und hat einen Durchmesser von 7,5 m. Im Inneren der Kuppel befindet sich derzeit ein Spiegelteleskop mit 84 cm Durchmesser, das der wissenschaftlichen Forschung dient.

## Aktivität
Die Sternwarte ist für Führungen tagsüber und nachts an Wochentagen und Feiertagen geöffnet. Im Inneren ist ein kleines Museum entstanden, ausgestattet mit Fotografien und astronomischen Objekten.
Das Instrument der „Galileo“-Kuppel mit einem Durchmesser von 84 cm wird für die Astrometrieforschung, insbesondere für die Überwachung von NEO-Asteroiden und die Suche nach Kometen (mit einer SBIG ST-10XME CCD-Kamera) und Spektrometrie verwendet: Am Cassegrain wird ein Echellespektrometer zur spektrometrischen Forschung und Überwachung einiger Sterne in Zusammenarbeit mit dem Osservatorio Astrofisico di Asiago montiert.